# Нино Рота
Нино Рота, роден Джовани Рота Риналди (на италиански: Giovanni Rota Rinaldi) е известен италиански композитор, автор на музиката към филми на Федерико Фелини, Лукино Висконти, Франко Дзефирели и на първите два филма от „Кръстникът“ на Франсис Форд Копола.  Освен филмова музика, неговата дълга творческа кариера включва десет опери, пет балета и други произведения като оркестрова музика. В продължение на последните 30 години от живота си е директор на музикалното училище в Бари, Италия и се занимава с преподавателска дейност.

## Биография
Роден е в семейство на музиканти, което живее в Милано. Още в детството изпъкват заложбите му: неговата първа оратория L'infanzia di San Giovanni Battista е завършена на 11-годишна възраст и изпълнена в Милано и Париж още през 1923 г.; лиричната му комедия в три действия Il Principe Porcaro по Ханс Кристиан Андерсен е композирана, когато е едва на 13 години, и е публикувана през 1926 г. Учи в Миланската консерватория при Джакомо Орефиче.
Завършва Римската консерватория през 1929 година, където учи композиране при Илдебрандо Пицети и Алфредо Касела. От 1930 до 1932 година живее в САЩ, след като е подтикнат към тази крачка от Артуро Тосканини. Печели стипендия от Филаделфийския институт „Къртис“, където се обучава на диригентство при Фриц Райнер, а инструктор по композиция му е Розарио Скалеро.
Когато се връща в Милано, той пише дисертация на тема ренесансовия композитор Джозефо Зарлино. Рота получава академична степен по литература от Миланския университет, който завършва през 1937 г. Директор е на Лицео Музикале в Бари от 1950 до 1978 година.
Музика към филми започва да пише през 1940-те. Получава Оскар през 1975 година за музиката към втория филм „Кръстникът“.

## Избрана филмография
| година | филм                                       | оригинално заглавие                              | режисьор            |
| ------ | ------------------------------------------ | ------------------------------------------------ | ------------------- |
| 1952   | Белият шейх                                | Lo sceicco bianco                                | Федерико Фелини     |
| 1953   | Мамините синчета                           | I Vitelloni                                      | Федерико Фелини     |
| 1954   | Пътят                                      | La Strada                                        | Федерико Фелини     |
| 1954   | Чувство                                    | Senso                                            | Лукино Висконти     |
| 1955   | Измамата                                   | Il bidone                                        | Федерико Фелини     |
| 1956   | Война и мир                                | War and Peace                                    | Кинг Видор          |
| 1957   | Бели нощи                                  | Le Notti Bianche                                 | Лукино Висконти     |
| 1957   | Нощите на Кабирия                          | Le notti di Cabiria                              | Федерико Фелини     |
| 1959   | Голямата война                             | La grande guerra                                 | Марио Моничели      |
| 1960   | Сладък живот                               | La dolce vita                                    | Федерико Фелини     |
| 1960   | Роко и неговите братя                      | Rocco e i suoi fratelli                          | Лукино Висконти     |
| 1962   | Мафиозо                                    | Mafioso                                          | Алберто Латуада     |
| 1962   | Бокачо '70 (Изкушението на доктор Антонио) | Boccaccio '70 (Le tentazioni del dottor Antonio) | Федерико Фелини     |
| 1962   | Бокачо '70 (Работата)                      | Boccaccio '70 (Il lavoro)                        | Лукино Висконти     |
| 1963   | Гепардът                                   | Il Gattopardo                                    | Лукино Висконти     |
| 1963   | 8½                                         | 8½                                               | Федерико Фелини     |
| 1968   | Ромео и Жулиета                            | Romeo and Juliet                                 | Франко Дзефирели    |
| 1972   | Кръстникът                                 | The Godfather                                    | Франсис Форд Копола |
| 1973   | Амаркорд                                   | Amarcord                                         | Федерико Фелини     |
| 1974   | Кръстникът 2                               | The Godfather Part II                            | Франсис Форд Копола |
| 1976   | Казанова на Фредерико Фелини               | Il Casanova di Federico Fellini                  | Федерико Фелини     |
| 1978   | Репетиция на оркестър                      | Prova d'orchestra                                | Федерико Фелини     |
| 1978   | Смърт край Нил                             | Death on the Nile                                | Джон Гилермин       |